# Chrissie Shrimpton
Christine Shrimpton, connue sous le nom de Chrissie Shrimpton (né le 15 juillet 1945), est un mannequin et une actrice anglaise des années 1960. Elle est la plus jeune sœur du modèle Jean Shrimpton et est la petite amie de Mick Jagger de 1963 à 1966,. La chanson 19th Nervous Breakdown des Rolling Stones et parue en single au début de l'année 1966 aurait été écrite en référence à Chrissie Shrimpton, alors compagne de Mick Jagger,. 
Dans le film Four We Will Take Manhattan, (BBC 2012), un biopic à propos de sa sœur Jean, le rôle de Chrissie est joué jouée par Clemmie Dugdale.

## Films
- 1966 : G.G. Passion : petite amie de G.G.
- 1969 : Alerte Satellite 02 (Moon Zero Two) : cliente de la boutique
- 1970 : My Lover My Son : amie de Kenworthy
- 1971 : All the Right Noises (en) : la serveuse